# Krishnapurakaval, Heggadadevankote
Krishnapurakaval là một làng thuộc tehsil Heggadadevankote, huyện Mysore, bang Karnataka, Ấn Độ.